# 유기농 식품

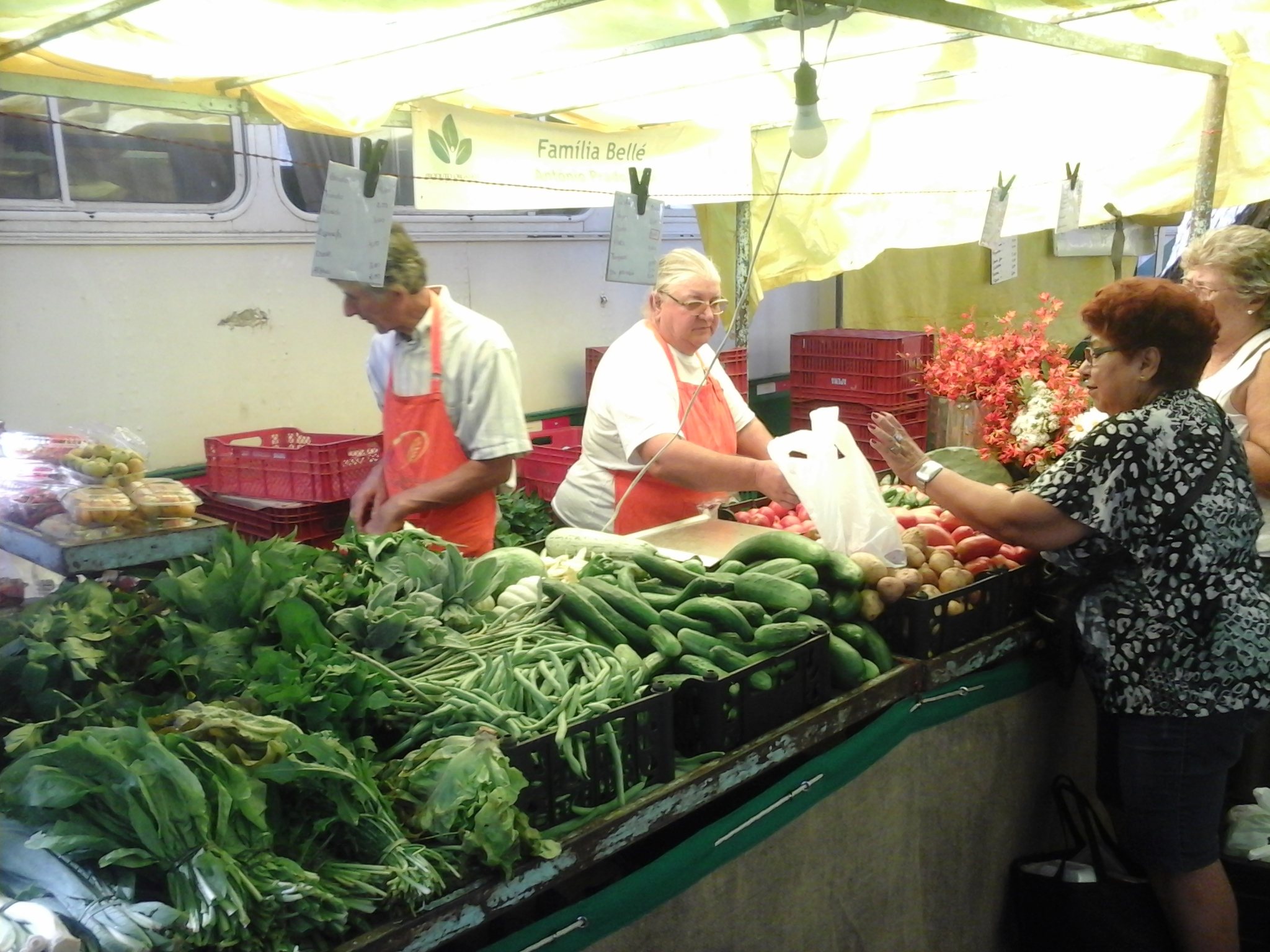

유기농 식품(有機農食品)은 합성 농약과 화학 비료 따위의 현대의 합성 물질들을 수반하지 않는 농법으로 생산한 식품을 말한다. 또, 유기농 식품은 방사능 처리(발광 처리), 산업용 솔벤, 화학 식품 첨가물을 이용하여 가공되지 않는다.
이용 가능한 과학적 증거로서 무게만으로는 안전, 영양적 가치, 맛에 대하여 유기농 식품과 더 전통적으로 길러진 음식 간의 중대한 차이점을 일정하게 보여주지는 못하고 있다.

## 건강과 안전

### 소비자 안전
과학 문헌의 여러 리뷰들은 유기농 식품이 전통적인 식품보다 상당히 더 안전한 것은 아님을 밝히고 있다. 유기농 식품이 전통적으로 길러진 농산물보다 더 안전하다는 믿음이 있는데 이는 과학적 증거보다는 일화적 증거와 증언에 기초한 것이다. 이러한 믿음으로 말미암아 더 높은 가격에도 불구하고 유기농 식품의 수요는 증가되고 있는 실정이다.

## 같이 보기
- 유전자 변형 식품
- 퍼머컬처

## 참조
1. ↑  Allen, Gary J. & Albala, Ken, 편집. (2007). 《The Business of Food: Encyclopedia of the Food and Drink Industries》. ABC-CLIO. 288쪽. ISBN 978-0-313-33725-3.
2. 1 2 3  Magkos F, Arvaniti F, Zampelas A (2006). “Organic food: buying more safety or just peace of mind? A critical review of the literature” (PDF). 《Crit Rev Food Sci Nutr》 46 (1): 23–56. doi:10.1080/10408690490911846. PMID 16403682. 2012년 1월 5일에 원본 문서 (PDF)에서 보존된 문서. 2012년 12월 31일에 확인함.
3. 1 2 3 4  Bourn D, Prescott J (2002년 1월). “A comparison of the nutritional value, sensory qualities, and food safety of organically and conventionally produced foods”. 《Crit Rev Food Sci Nutr》 42 (1): 1–34. doi:10.1080/10408690290825439. PMID 11833635.
4. 1 2 3 4  Blair, Robert. (2012). Organic Production and Food Quality: A Down to Earth Analysis. Wiley-Blackwell, Oxford, UK. ISBN 978-0-8138-1217-5
5. 1 2  Smith-Spangler, C; Brandeau, ML; Hunter, GE; Bavinger, JC; Pearson, M; Eschbach, PJ; Sundaram, V; Liu, H; Schirmer, P; Stave, C; Olkin, I; Bravata, DM (2012년 9월 4일). “Are organic foods safer or healthier than conventional alternatives?: a systematic review.”. 《Annals of Internal Medicine》 157 (5): 348–366. PMID 22944875.
6. ↑  “Organic food”. UK Food Standards Agency. 2011년 6월 11일에 원본|보존url=은 |url=을 필요로 함 (도움말)에서 보존된 문서.
7. ↑  Williams, Christine M. (2002년 2월). “Nutritional quality of organic food: shades of grey or shades of green?” (PDF). 《Proceedings of the Nutrition Society》 61 (1): 19–24. doi:10.1079/PNS2001126.
8. ↑   Canavari, M., Asioli, D., Bendini, A., Cantore, N., Gallina Toschi, T., Spiller, A., Obermowe, T., Buchecker, K. and Lohmann, M. (2009). Summary report on sensory-related socio-economic and sensory science literature about organic food products (2009).